# 法爾德 (英國國會選區)
法爾德（英語：Fylde），英國國會一郡選區，位於英格蘭西北部蘭開夏郡西部，包括法爾德全部和普雷斯頓西部。
始於1918年，1950年撤銷，1983年恢復。本區一直支持保守黨。在2010年大選中的馬克·明斯以52.2%選票首次當選，繼承了邁克爾·傑克退休留下的議席。